# École nationale supérieure de chimie de Paris
L'École nationale supérieure de chimie de Paris o Chimie ParisTech és una Grande école d'enginyeria de França fundada el 1896. Està situada a París, França: Campus PSL Research University.
La majoria d'alumnes entren a l'escola després d'exàmens molt competitius coneguts com el Concours commun Mines-Ponts, després d'almenys dos anys de classes preparatòries. També hi ha un petit nombre d'excel·lents estudiants de les universitats franceses admesos a l'escola. Chimie ParisTech és coneguda com la universitat d'enginyeria química més selectiva de França.

## Unitats de recerca
Les unitats de recerca destacades inclouen: Institut de Recerca i Desenvolupament d'Energia Fotovoltaica, École nationale supérieure de chimie de París en associació amb el CNRS. El director Olivier Kerrec i el director de recerca Daniel Lincot.